# Boughrara
Ne doit pas être confondu avec Golfe de Boughrara.

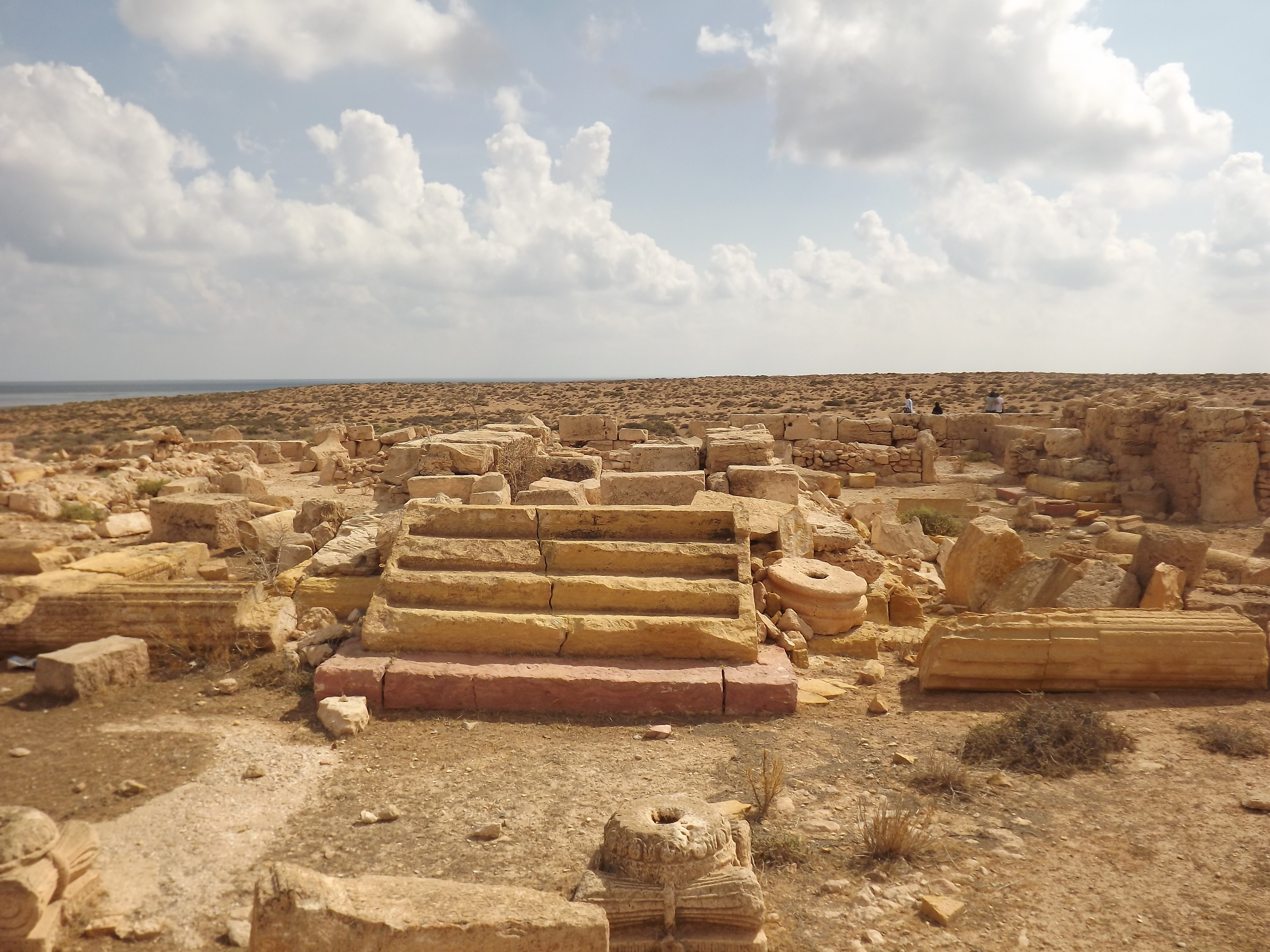
Ruines du temple de Mercure sur le site de Gigthis.

Boughrara (arabe : بوغرارة) est un village tunisien situé dans le sud du pays, sur le territoire du gouvernorat de Médenine, au bord du golfe de Boughrara.